# Extrémy počasí

Příkladem extrémního počasí je tornádo

Extrémní počasí nebo extrémní klimatické jevy zahrnují neočekávané, neobvyklé, drsné nebo nesezónní počasí; extrémy počasí v rámci historického rozložení. Často jsou extrémní jevy založeny na historii zaznamenaného počasí v dané lokalitě a jsou definovány jako počasí v nejneobvyklejších deseti procentech. Mezi hlavní typy extrémního počasí patří vlny veder, studené vlny a tropické cyklóny. Dopady extrémního počasí se projevují v rostoucích ekonomických nákladech, ztrátách na lidských životech, suchu, záplavách, sesuvech půdy a změnách v ekosystémech.
Existují důkazy, které naznačují, že současná změna klimatu zvyšuje periodicitu a intenzitu některých extrémních povětrnostních jevů. Důvěra v přisuzování extrémních povětrnostních a jiných ,jevů antropogenní změně klimatu je nejvyšší u změn četnosti, nebo rozsahu extrémních veder a mrazů. Určitá důvěra panuje pro nárůst silných srážek a nárůst intenzity sucha. Současné důkazy a klimatické modely ukazují, že rostoucí globální teplota zesílí extrémní jevy počasí na celém světě, a tím zesílí lidské ztráty, škody a ekonomické náklady a ničení ekosystémů.
Extrémní počasí má významné dopady na lidskou společnost i přírodní ekosystémy. Například celosvětová zajišťovna Munich Re odhaduje, že přírodní katastrofy způsobily v roce 2021 ztráty ve výši 280 miliard USD (což je přibližně 0,3 % HDP, které toho roku bylo 97527 miliard USD), z čehož bylo zhruba 120 miliard USD pojištěno. Některé lidské činnosti mohou tyto účinky zhoršit, například některé formy městského plánování, ničení mokřadů podél pobřeží, výstavba domů podél záplavové oblasti.

## Typy

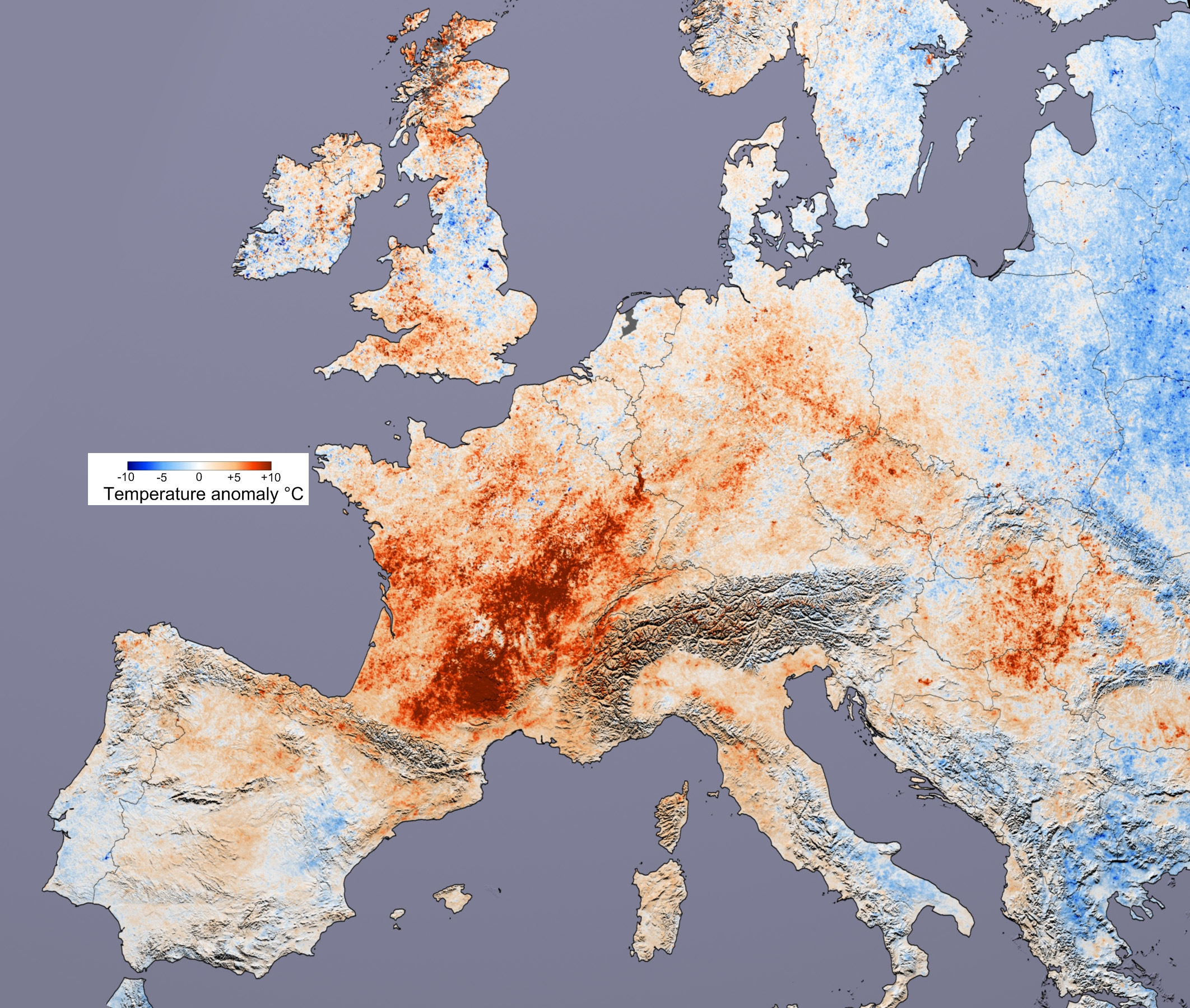
Vlna veder v Evropě 2003

### Vlny veder
Vlny veder jsou období abnormálně vysokých teplot a indexu horka. Definice vlny veder se liší vzhledem ke změně teplot v různých geografických lokacích. Termín lze definovat jako několikadenní události spjaté s abnormálně horkým počasím (u nás takřka jen v létě), které mají dopady na přírodní prostředí i lidskou společnost. Mezi závažné dopady patří zvýšená nemocnost a úmrtnost, stres pro hospodářská i volně žijící zvířata, poškození zemědělských plodin, šíření škůdců a přílišná spotřeba elektřiny pro chlazení.
Vysoké teploty jsou často doprovázeny vysokou úrovní vlhkosti, ale mohou být také katastrofálně suché. Protože vlny veder nejsou viditelné jako jiné formy nepříznivého počasí, jako jsou hurikány, tornáda, bouřky, jsou jednou z méně známých forem extrémního počasí. Silná vedra mohou poškodit obyvatelstvo a úrodu v důsledku možné dehydratace, hypertemie, křečí z horka, tepelné expanze či úpalu. Vysušená půda je náchylnější k erozi, čímž se zmenšuje půda dostupná pro zemědělství. Výskyt lesních požárů může nabývat na intenzitě, protože suchá vegetace zvyšuje pravděpodobnost vzplanutí. Může také dojít k poklesu populací hospodářských zvířat a dalších živočichů.
Na nadměrné horko reagují rostliny uzavřením průduchů, což slouží jako ochranný mechanismus pro zadržení vody, ale také omezuje absorpční schopnosti rostlin. To zanechává více znečišťujících látek a ozónu v ovzduší, což vede k vyšší úmrtnosti populace. Odhaduje se, že dodatečné znečištění ovzduší během léta 2006 ve Velké Británii stálo život 460 lidí. Vlny veder v Evropě v roce 2003 způsobily odhadem přes 50 000 nadměrných úmrtí, která postihla především zranitelné skupiny, a to staré nebo nemocné.
Vlny neobyčejně vysokých teplot se vyskytují také v mořích a oceánech, označují se jako Marine heat waves. Mívají ještě větší plošný rozsah a mnohem delší trvání. Mezi jejich vážné dopady patří odumírání korálů. S postupem globálního oteplování jich přibylo a bude se to dále zhoršovat.

### Vlna chladného počasí
Vlna chladného počasí aneb studená vlna je rychlý pokles teploty během 24 hodin vyžadující podstatně zvýšenou ochranu zemědělství, průmyslu, obchodu a společenských aktivit. Přesné kritérium pro studenou vlnu je určeno rychlostí, kterou teplota klesá, a minimem, na které teplota klesá. Tato minimální teplota je závislá na zeměpisné oblasti a ročním období. Studené vlny se obecně mohou vyskytovat na jakémkoli geologickém místě a jsou tvořeny velkými chladnými vzduchovými masami, které se hromadí nad určitými oblastmi a jsou způsobeny pohyby vzdušných proudů. Studené vlny postihují mnohem větší oblasti než vánice, ledové bouře a další nebezpečné zimní počasí.
Příkladem studené vlny může být evropská studená vlna v lednu roku 2017. Období mimořádně chladného zimního počasí zasáhlo východní a střední Evropu a způsobilo přes 70 úmrtí.

### Tropické cyklony
Tropické cyklóny jsou velké masy teplého, vlhkého a rotujícího vzduchu. Vyskytují se ve všech tropických oceánech kromě rovníkového jižního Atlantiku. Jsou charakterizovány nízkým atmosférickým tlakem, silným deštěm a jejich vítr přesahuje 120 km za hodinu. V různých oblastech světa se tropická cyklóna označuje místními názvy: cyklón v Indii a v Austrálii, hurikán v Atlantském oceánu, tajfun v jihovýchodní Asii, apod. Při pohledu shora se tropické cyklóny jeví jako kruhové spirály. Mohou mít průměr okolo 1000 kilometrů a výšku 15 kilometrů. Klidný střed neboli oko bouře – zóna o průměru 13 až 16 kilometrů – bývá někdy obklopena tak vysokými a hustými mraky, že se denní obloha nad ním jeví temná. K rozptýlení dochází, když již tropické cyklóny nemohou získat dostatek energie z teplé vody oceánu, popřípadě může dospět ke svému zániku rozvířením hlubších a chladnějších vod oceánu. Navíc bouře, která se rychle přesune nad pevninu, náhle ztrácí zdroj paliva a rychle ztratí intenzitu. 

#### Tropické cyklóny a klimatická změna
Ačkoli nepanuje shoda o tom, zda v rámci klimatické změny dojde ke zvýšení počtu hurikánů, panuje větší přesvědčení a očekávání, že vyšší teplota oceánů a vyšší hladiny moří zesílí jejich intenzitu a dopady. Silnější cyklóny budou mnohem nákladnější, pokud jde o škody a úmrtí. Tropické cyklóny se mohou také vyskytovat ve vyšších zeměpisných šířkách. To je pravděpodobně spojeno s rozšiřováním tropů v důsledku vyšších globálních průměrných teplot. Národní hodnocení změny klimatu v USA z roku 2018 uvádí, že nárůst skleníkových plynů a pokles znečištění ovzduší přispěly ke zvýšení aktivity hurikánů v Atlantiku od roku 1970.

## Dopady
Mezi dopady extrémního počasí patří mimo jiné:
- Příliš mnoho dešťů (silné lijáky) způsobující záplavy a sesuvy půdy
- Příliš velké horko a žádný déšť (vlna veder), následkem jsou sucha a lesní požáry
- Silné větry, jako jsou hurikány a tornáda, které způsobují škody na stavbách a stanovišť zvířat
- Velké sněhové srážky, které způsobují laviny a vánice

### Ekonomické náklady
Extrémní počasí v Evropě mezi lety 1980–2019 vedlo k odhadovaným ekonomickým nákladům ve výši 446 miliard EURO, přičemž některé státy jsou k finančním ztrátam vzhledem k poloze a stále častějším extrémním jevům náchylnější než jiné. Ztráty spojené s katastrofami souvisejícími s počasím, jako jsou lidské životy, kulturní dědictví či ekosystémové služby, je obtížné ocenit a zpeněžit, a proto se špatně odrážejí v odhadech ztrát. Nedávné abnormálně silné bouře, hurikány, povodně, vlny veder, sucha a související lesní požáry vedly k bezprecedentním negativním ekologickým důsledkům pro tropické pralesy a korálové útesy po celém světě.
Dle IPCC (2011) se v USA od roku 1980 odhady ročních ztrát pohybovaly od několika miliard až po více než 200 miliard USD (roku 2010), přičemž nejvyšší hodnota je v roce 2005 (rok hurikánu Katrina). Od roku 1980 postihlo USA 332 katastrof souvisejících s počasím a klimatem. Celkové náklady těchto 332 událostí přesahují 2,275 bilionu dolarů. Největší škody způsobily tropické cyklony (1 194,4 miliardy USD), značné škody způsobilo také sucho (±300,1 miliardy USD), silné bouře (±365,3 miliardy USD) a vnitrozemské záplavy (173,7 miliardy USD). Odhadované škody jsou podceněny, protože mnoho dopadů jako jsou ztráty na životech, kulturního dědictví a ekosystémových služeb jsou těžko ohodnotitelné a zpeněžitelné, proto jsou v odhadech ztrát nedostatečně zohledněny.
Dle Munich Re mnoho povětrnostních katastrof odpovídá očekávaným důsledkům změny klimatu. V roce 2021 byl nejnákladnější přírodní katastrofou hurikán Ida, přičemž ztráty činily 65 miliard USD. V Evropě to byly povodně po extrémních deštích, které způsobily ztráty ve výši 54 miliard USD. 

### Ztráty na životech
Dle International Disaster Database se počet obětí přírodních katastrof od 20. let 20. století snížil o více než 90 procent, i když se celková lidská populace na zemi zčtyřnásobila a teploty vzrostly o 1,3 °C. Ve 20. letech 20. století zemřelo 5.4 milionů lidí v důsledku přírodních katastrof, zatímco mezi lety 2010–2020 zemřelo 400 tisíc lidí. 
Podle Světové meteorologické organizace bylo mezi lety 1970–2019 hlášeno 11 000 katastrof souvisejících s počasím, klimatem a vodním nebezpečím s více než 2 miliony úmrtími.
Nejrychlejší pokles úmrtí v důsledku extrémních povětrnostních jevů se odehrál v jižní Asii. Roku 1991 v Bangladéši zabila tropická cyklóna 135 000 lidí, v roce 1970 zabila cyklóna 300 000 lidí. Cyklón podobné velikosti, který udeřil v Indii a Bangladéši roku 2020, zabil celkem 120 lidí.
Studie z roku 2021 zjistila, že 9,4% celosvětových úmrtí v letech 2000 až 2019 – přibližně 5 milionů ročně – lze připsat extrémním teplotám, přičemž větší podíl tvoří úmrtnosti související s chladem, jejichž podíl klesá, a úmrtnost související s horkem, jejichž podíl roste.

### Sucha a povodně
Klimatická změna vedla ke zvýšení četnosti a/nebo intenzity některých typů extrémního počasí. Bouře, jako jsou hurikány nebo tropické cyklóny, mohou způsobit větší množství srážek, které mohou zapříčinit velké záplavy nebo sesuvy půdy v důsledku nasycení. V souvislosti se změnou klimatu se očekává nárůst množství srážek a zvýšení četnosti povodní v celé Evropě.
Již nyní se mnoho evropských regionů potýká s častějšími, závažnějšími a dlouhodobějšími obdobími sucha. Sucha způsobují v Evropě roční ztráty okolo 9 miliard eur, jelikož mají dopad na zemědělství, energetiku a veřejné zásobování vodou. Častější je také četnost extrémního sucha, což s sebou nese nárůst ztrát, které způsobují.

### Změny v ekosystémech
Extrémní počasí negativně ovlivňuje ekosystémy různými událostmi, které mají vážný dopad na krajinu a obyvatelstvo. Intenzivnější a častější extrémní události zvyšují riziko vyhynutí druhů, zejména v biologicky rozmanitých ekosystémech, jako jsou korálové útesy a tropické deštné pralesy. Například roku 2019 zasáhla vlna veder Cairns v Austrálii a způsobila smrt jedné třetiny kaloňů během pouhých dvou dnů, kdy teploty vyšplhaly na 42 °C, podobně na jihu Austrálie v parku Yara Bend zahynulo v důsledku vlny veder 4 500 kaloňů (15% populace kolonie).
Intenzita tropických bouří a hurikánů se vlivem vyšších teplot na mořském povrchu také zvyšuje, což způsobuje větší narušení pobřežních rostlin a zvířat, protože při dopadu bouří na pevninu se mění nebo ničí jejich životní prostředí. Silné záplavy a větry způsobené těmito bouřemi mohou ovlivnit ekosystémy tím, že naruší koloběh živin a růst rostlin. S oteplováním klimatu je tropickými bouřemi a hurikány zasaženo daleko více oblastí, což znamená, že ekosystémy jsou více zranitelné vůči škodám extrémního počasí než v nedávné minulosti.

### Lidské aktivity, které zhoršují dopady
Existuje mnoho lidských činností, které mohou zhoršit dopady extrémních povětrnostních jevů. Mezi ně patří městské plánování, které často zesiluje dopady povodní ve městech, zejména pak v oblastech, které jsou vlivem své polohy a proměnlivosti klimatu vystaveny zvýšenému riziku bouří. Narůstající množství nepropustných povrchů, jako jsou chodníky, silnice, střechy znamená, že půda absorbuje méně vody z přicházejících bouří. Ničení mokřadů, které nasáváním vody a fungují jako přírodní rezervoár, může zesílit dopad povodní a extrémních srážek.
Více městské zástavby může také přispět ke zvýšení extrémních nebo neobvyklých povětrnostních jevů. Vysoké stavby mohou změnit způsob, jakým se vítr v městské oblasti pohybuje, vytlačovat teplejší vzduch nahoru a vyvolávat konvekci a vytvářet bouřky. S těmito bouřkami přichází zvýšené množství srážek, které mohou mít z důvodu velkého množství nepropustných povrchů ve městech ničivé dopady. Nepropustné plochy také absorbují energii ze slunce a ohřívají atmosféru, což způsobuje drastické zvýšení teplot v městských oblastech. To, spolu se znečištěním a teplem uvolňovaným z automobilů a dalších antropogenních zdrojů, přispívá k městským tepelným ostrovům.